# Dendromus nyikae
Dendromus nyikae — вид гризунів родини Nesomyidae. Зустрічається в Анголі, Демократичній Республіці Конго, Малаві, Мозамбіку, ПАР, Танзанії, Замбії та Зімбабве. Його природне середовище проживання — волога савана.